# آدم بده
«آدم بده» ترانه‌ای از هنرمند اهل ایالات متحده آمریکا امینم است. این ترانه در آلبوم مارشال مترز ال‌پی ۲ قرار داشت.
این ترانه در چارت‌های جزو ده ترانه اول قرار گرفت.